# ソフトウェア・ピアレビュー
ソフトウェア・ピアレビュー（英: Software peer review）は、ソフトウェア開発、システム開発におけるピアレビュー。
ソフトウェア・レビューの内、開発プロジェクトの関係者によって行われるレビュー。プロジェクト外の第三者の有識者がレビューアとなる第三者レビューや、進捗の確認や評価を行うマネジメントレビュー、監査は含まない。
代表的なレビュー技法として以下の手法がある。
- インスペクション
- チームレビュー
- ウォークスルー
- パスアラウンド
- ピアデスクチェック
- アドホックレビュー